# Дрожжино (Вяземский район)
Дрожжино — деревня в Вяземском районе Смоленской области России. Входит в состав Каснянского сельского поселения. Население — 52 жителя (2007). 
Расположена в восточной части области в 19 км к северу от Вязьмы, в 0,1 км западнее автодороги Р134 «Старая Смоленская дорога» Смоленск — Дорогобуж — Вязьма — Зубцов. В 4 км юго-восточнее деревни расположена железнодорожная станция Касня на линии Вязьма — Ржев. 

## История
В годы Великой Отечественной войны деревня была оккупирована гитлеровскими войсками в октябре 1941 года, освобождена в марте 1943 года. 